# 圣阿芒 (奥德省)
圣阿芒（法語：Saint-Amans，法語發音：[sɛ̃t‿amɑ̃] ⓘ）是法国奥德省的一个市镇，属于卡尔卡松区。

## 地理
圣阿芒（43°13'38"N, 1°53'11"E）面积8.16 平方千米，位于法国奧克西塔尼大區奥德省，该省份为法国南部沿海省份，北起塔恩省，西北接上加龙省，西接阿列日省，南至东比利牛斯省，东临地中海，东北与埃罗省接壤。
与圣阿芒接壤的市镇（或旧市镇、城区）包括：丰泰尔迪拉泽、加雅拉塞尔沃、热内维尔、迈尔维尔、埃尔斯河畔派拉。
圣阿芒的时区为UTC+01:00、UTC+02:00（夏令时）。

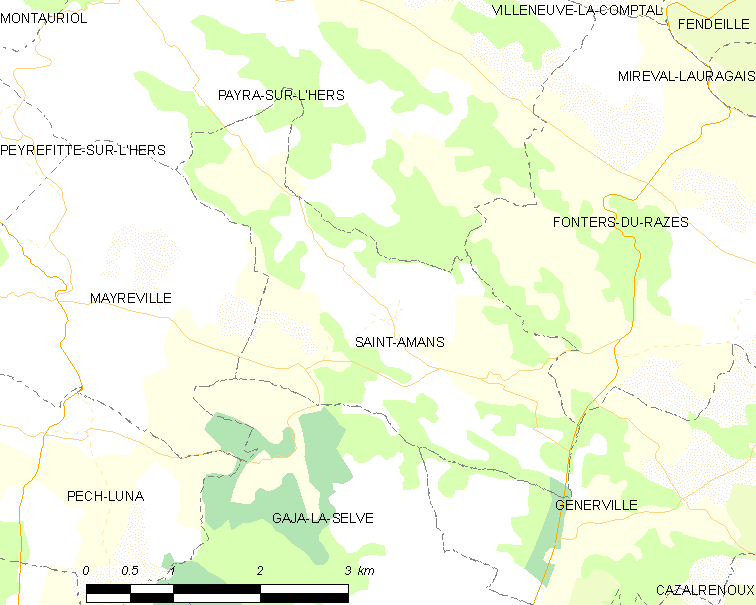
圣阿芒的OSM定位图

## 行政
圣阿芒的邮政编码为11270，INSEE市镇编码为11331。

## 政治
圣阿芒所属的省级选区为拉皮耶日欧拉泽斯县。

## 人口

1962-2008年间圣阿芒人口变化图示

圣阿芒于2022年1月1日时的人口数量为62人。